# Карась-идеалист
«Карась-идеалист» — сатирическая сказка Михаила Салтыкова-Щедрина, опубликованная в 1884 году.

## Описание
В сказке фигурирует несколько персонажей: Карась, Ёрш и Щука. Карась вступает с ними в дискуссию, в разговорах с Ершом отстаивает свою точку зрения.
Автор показывает главного героя — Карася-идеалиста — персонажем с высокими нравственными идеалами, который готов пожертвовать собой ради того, чтобы эти идеалы воплотить в жизнь. Карась считает, что социального зла не существует, и полагает, что даже Щука может измениться. Во время двух бесед с Щукой Карась спасается, но на третий раз Щука проглатывает Карася, и его добродетельные мотивы не получают никакого отклика.
В своей речи Карась-идеалист активно использует грамматические архаизмы, в отличие от реплик других персонажей.
Сказка «Карась-идеалист» была изъята из февральского номера русского литературного журнала «Отечественные записки» в 1884 году в связи с требованиями цензуры. Вместе с этой сказкой были изъяты «Обманщик-газетчик и легковерный читатель», «Добродетели и пороки», «Вяленая вобла» и «Медведь на воеводстве». «Карась-идеалист» был напечатан в ноябре 1884 года в юбилейном сборнике в Петербурге. Сборник издавался Комитетом Общества для пособия нуждающимся литераторам и учёным «XXV лет. 1859—1884».
Карась и события, которые случились с ним, олицетворяют судьбу низших слоев населения. В своей работе Щедрин много внимания уделил вопросу психологии людей и взаимоотношениям между ними.